# Centro Cultural e de Congressos de Angra do Heroísmo

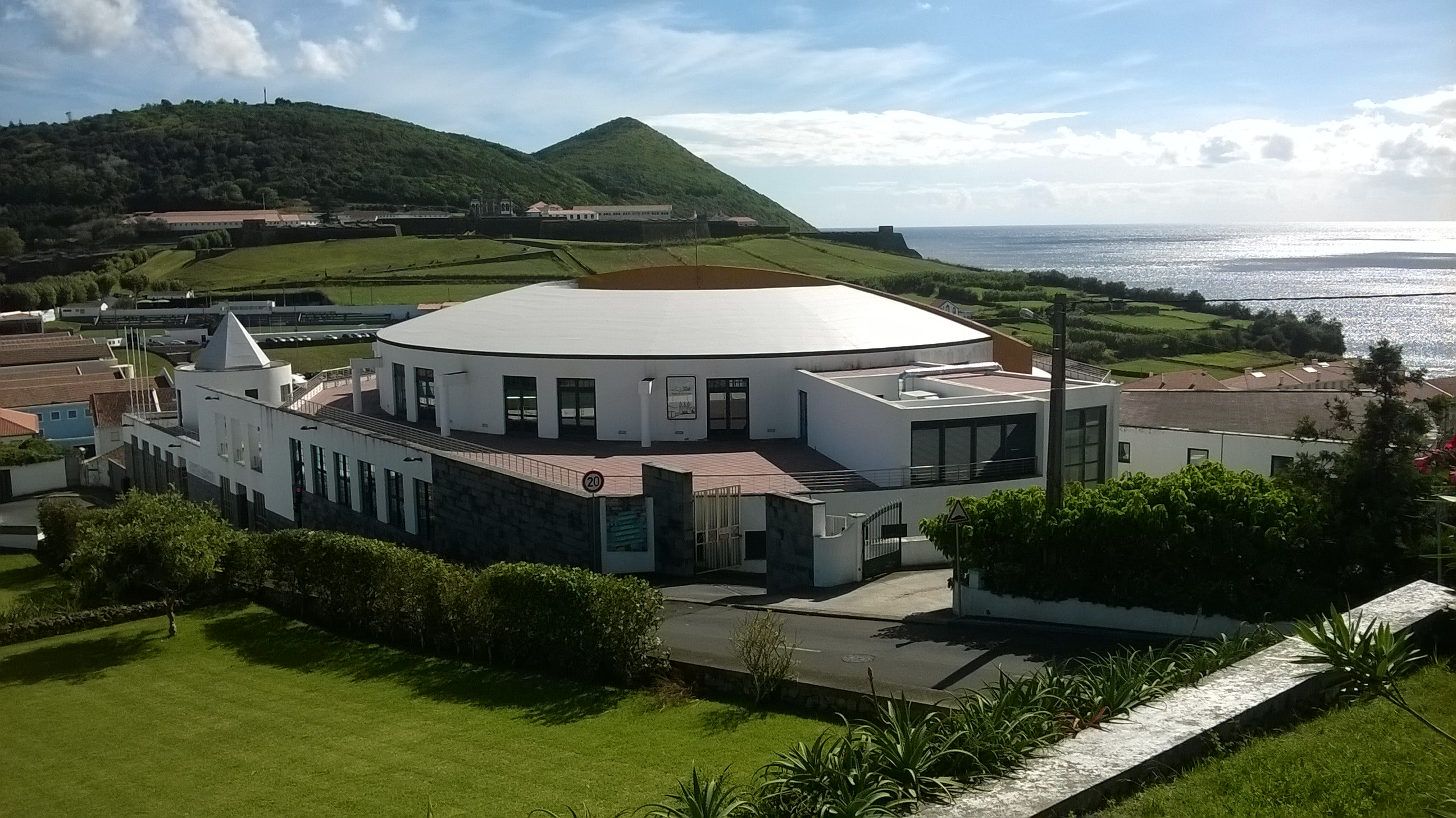
Centro Cultural e de Congressos de Angra do Heroísmo.

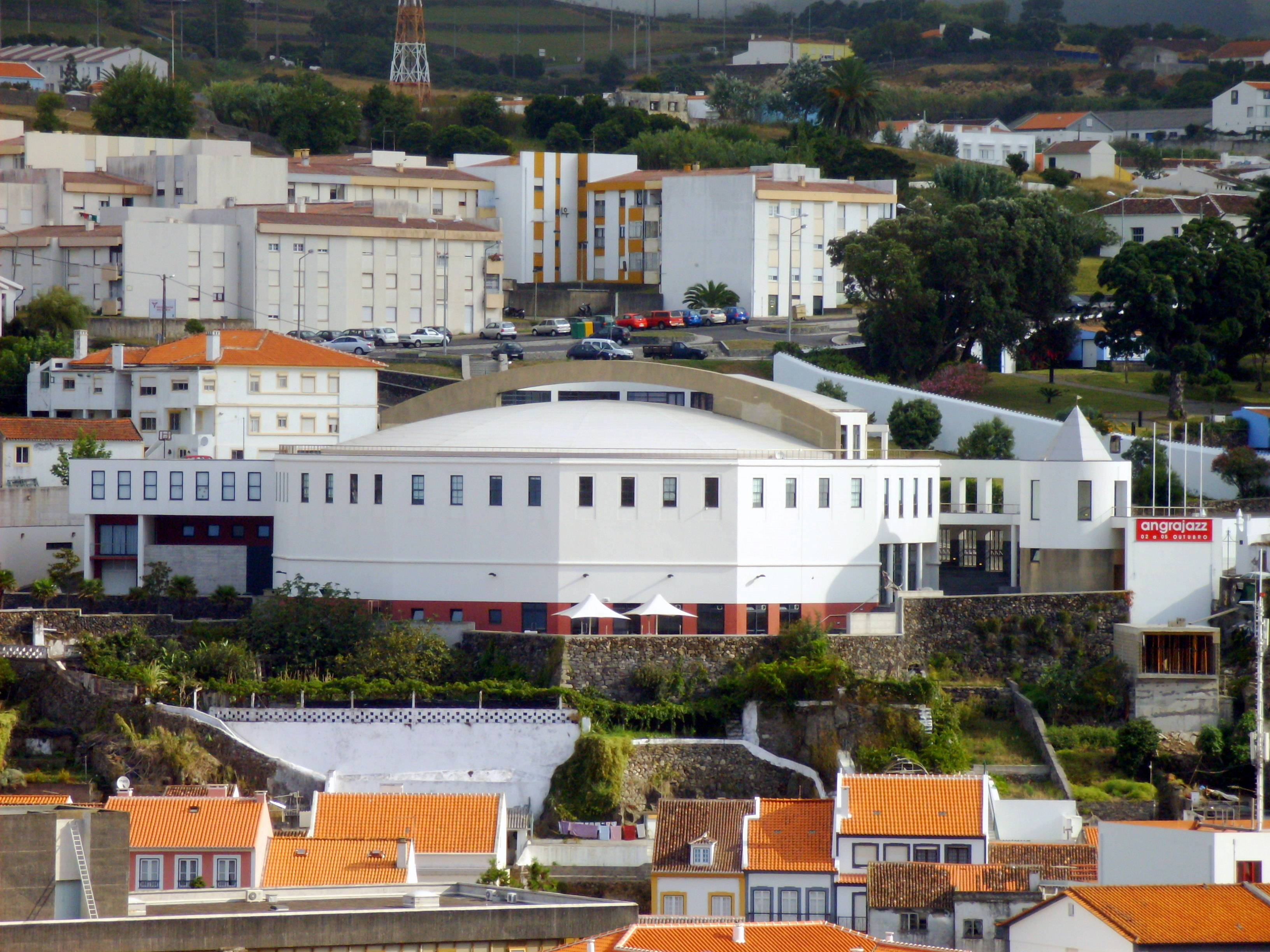
Centro Cultural e de Congressos de Angra do Heroísmo.

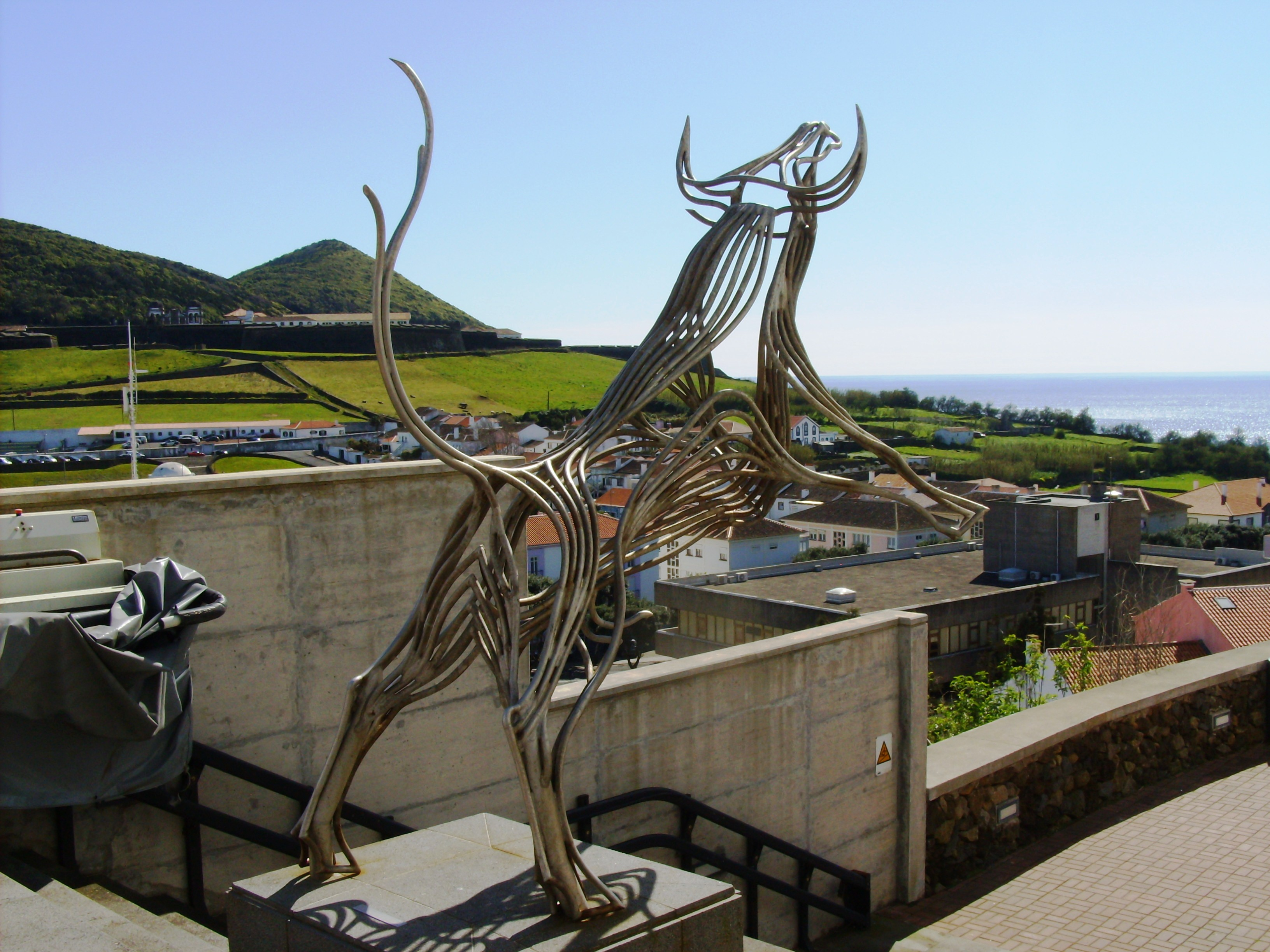
Centro Cultural e de Congressos: escultura de touro.

O Centro Cultural e de Congressos de Angra do Heroísmo (CCCAH) localiza-se em MadreDeus, no Alto das Covas, na cidade de Angra do Heroísmo, na ilha Terceira, nos Açores. Foi inaugurado em abril de 2003.
Considerado o melhor e mais completo espaço de congressos dos Açores, a instituição destaca-se pelo seu moderno edifício, erguido no local da antiga Praça de Toiros de São João (1870-1987), em ruínas desde o sismo da Terceira de 1980.
O Centro caracteriza-se com um espaço multifuncional, onde ocorrem variadas manifestações culturais, desde exposições a grandes concertos, o cinema, o teatro, festivais, feiras, congressos e outros.

## Características
O projecto, de autoria do arquitecto Miguel Cunha, levou em conta o antigo monumento, desenvolvendo-se em planta circular, como um coliseu, em três pavimentos:
- Piso 0 - área de maior utilização pelo público, compreendendo o Anfiteatro ou Grande Auditório (795 metros quadrados, palco de 126 metros quadrados, lotação máxima de 666 pessoas), a sala de exposições (220 metros quadrados) e o Pequeno Auditório (com equipamento multimédia, palco de 16 metros quadrados e lotação de 158 pessoas); estão disponíveis ainda, neste piso, uma tabacaria e um piano-bar com esplanada.
- Piso 1 - abriga a parte administrativa do Centro, com gabinetes, salas de reuniões e de apoio às associações culturais, bem como uma biblioteca infanto-juvenil e uma videoteca, com conexão à Internet e de utilização gratuita.
- Piso 2 - aqui se encontram três salas destinadas às oficinas de artes e de formação. Este piso corre em forma de coroa circular, recuado em relação ao alçado principal, e formando, a sul, um pátio semi-circular.

A toda a volta do perímetro exterior do imóvel desenvolve-se uma varanda sobre a paisagem. Deste local, em posição dominante sobre o centro histórico da cidade, desfrutam-se as vistas do Monte Brasil, de São Mateus, e em dias de bom tempo, no horizonte, das ilhas de São Jorge e do Pico.